# Émile Mathis
Ernest Charles "Émile" Mathis (15 de marzo de 1880 - 3 de agosto de 1956) fue un empresario francés que fundó la compañía automovilística Mathis en 1910. Antes del cambio de fronteras de 1919 entre Francia y Alemania tras el final de la Primera Guerra Mundial, se consideraba  a sí mismo alemán, al igual que su empresa.

## Semblanza
Mathis era hijo de un hostelero de Estrasburgo, ciudad en la que nació y que por entonces pertenecía a Alemania. Entre 1902 y 1904,  trabajó para la  firma automovilística Lorraine-Dietrich, con Ettore Bugatti. En 1904, Mathis y Bugatti diseñaron un automóvil al que denominaron Hermes, comercializado como "Burlington" en Inglaterra.  Mathis fundó su compañía automovilística propia en 1910 y el año siguiente era uno de los protagonistas  del desarrollo de un pequeño motor multi-cilíndrico, probablemente inspirado en Bugatti.
En 1907, Mathis inició la construcción de una gran fábrica en Estrasburgo, en la que se fabricarían sus coches más adelante.
Durante la Gran Depresión, Mathis buscó un socio para su firma y finalmente escogió a la Ford de América en 1934. La empresa fue brevemente conocida como "Matford" (Mathis + Ford).
Tras el estallido de la Segunda Guerra Mundial, cuando el ejército alemán invadió Francia, Mathis huyó a América, donde  vivió y trabajó durante la guerra. Regresó a Europa en 1946.
Mathis murió después de caer desde la ventana de un hotel de Ginebra en 1956.